# ロッキー・マウント (揚陸指揮艦)
ロッキー・マウント (USS Rocky Mount, AGC-3)は、アメリカ海軍の揚陸指揮艦。アパラチアン級揚陸指揮艦の3番艦であり、艦名はノースカロライナ州のロッキー・マウントに因む。

## 艦歴

### 1944
本艦は合衆国海事委員会の契約の下、1942年12月8日にニュージャージー州カーニーのフェデラル・シップビルディング・アンド・ドライドックで起工された。ムーア＝マコーマック・ラインズの副社長夫人であるエルシー・F・リーによって命名され、13日に海軍に移管。ニュージャージー州ホーボーケンのベスレヘム・スチールで改装された後、10月15日にスタンリー・F・パッテン大佐指揮下で就役。
慣熟航海の後、パナマ運河を通って12月27日に真珠湾に到着。年が明けた1月10日、太平洋艦隊第5水陸両用部隊(Fifth Amphibious Force)司令官のリッチモンド・K・ターナー少将の旗艦となった。

### 1944-1945
1月22日、第5水陸両用部隊はマーシャル諸島へ出航、31日にクェゼリン環礁沖に到着した。クェゼリンが確保される2月4日まで、ターナー少将は本艦で指揮を執った。25日、マーシャル諸島を出て真珠湾に向かい、オーバーホールを受ける。
太平洋の水陸両用部隊司令官となったターナー中将は第5水陸両用軍団司令官ホーランド・スミス海兵隊中将と共に再び本艦に乗艦。5月29日、マリアナ諸島を攻める「統合遠征部隊」（Joint Expeditionary Force）旗艦として出撃。6月15日、サイパンに到着し、初期の上陸作戦を指揮する。24日後、組織的抵抗が終結。6月20日にグアムへと向かい、それから4日後テニアン島へ出航。
8月26日、真珠湾にてフォレスト・ロイヤル少将が本艦に自らの将旗を掲げる。9月15日、マヌス島へと出航し、一ヶ月後にフィリピンのレイテ島攻略に水陸両用部隊艦隊旗艦として参加。10月21日から24日までは艦砲射撃に加わり、米軍の戦車揚陸艦数隻に損傷を与えた日本軍の迫撃砲を一時的に沈黙させた。そしてアドミラルティ諸島とニューギニアでの演習のためにフィリピンを離れた。
1945年1月6日、攻撃部隊「ベーカー」旗艦としてリンガエン湾作戦に参加するべくフィリピンに戻る。ベーカー部隊は、ルソン島より飛来する敵航空戦力により頻繁に攻撃された。5週間にわたり「リンガエン湾地域管制群」(Lingayen Area Control Group）旗艦として役割を果たす。3月8日、サンタ・クルス礁まで第8軍司令官ロバート・アイケルバーガー陸軍中将、ホワイト陸軍准将、J・A・ドウ陸軍少将と幕僚らをサンボアンガ上陸のために輸送した。10日に到着し、その後の2週間は上陸戦の指揮に当たった。
スービック湾に停泊中の4月4日、ロッキー・マウントはRAA（Royal Australian Artillery＝王立オーストラリア砲兵隊）のL・バーラム准将を迎えた。その後フランクリン・D・ルーズベルト大統領の追悼行事に出席するためモロタイ島に向けて出航。23日、RAAのD・A・ホワイトヘッド准将と彼の幕僚を乗艦させ、北ボルネオのタラカン島上陸のために輸送した。5月3日には同じくRAAのG・F・ウッテン少将が本艦に乗艦。ボルネオ反攻の第二弾であるブルネイ湾上陸が始動する。艦砲射撃後の6月10日、ロッキー・マウントは兵員を上陸させた。その1週間後レイテ島へと向かったが、航海の最中の6月18日にロイヤル少将が心臓発作で死去した。
日本の降伏から10日後、ロッキー・マウントは第7艦隊麾下となる。9月1日にマニラで艦隊司令官と幕僚らを乗せて出航し、10日に朝鮮の仁川に到着した。その日に第7艦隊司令官トーマス・C・キンケイド大将が本艦に将旗を掲げた。翌日、黄海を渡って長江へと赴く。
19日、連合国艦船を率いて長江と黄浦江を遡上する。上海に戻ると、河辺に沿った大観衆に歓迎された。
ロッキー・マウントは大戦中の戦功により6つの従軍星章とNavy Unit Commendationを受章した。

## 戦後
1943年12月27日に真珠湾を出て以来、ロッキー・マウントは戦場を離れたことは一度もなく、しかも参加した全ての作戦を無傷で乗り切った。兵士たちはそんな本艦に敬意を込めて、"The Rock" や "Veteran Queen of Amphibious Fleets"といった愛称を付けた。1947年3月22日に予備役に編入、太平洋艦隊サンフランシスコ群に入る。1960年7月1日、海軍のリストから名前が削除された。

## 参照
- この記事はアメリカ合衆国政府の著作物であるDictionary of American Naval Fighting Shipsに由来する文章を含んでいます。 記事はここで閲覧できます。